# Valkjärvi, Finland
Valkjärvi eller Valkijärvi är en sjö i Finland. Den ligger i kommunerna Siikais och Påmark i landskapet Satakunta, i den sydvästra delen av landet, 230 km nordväst om huvudstaden Helsingfors. Valkjärvi ligger 51,1 meter över havet. Den är 5,23 meter djup. Arean är 3,35 kvadratkilometer och strandlinjen är 25,42 kilometer lång. Sjön  ingår i Karvia å huvudavrinningsområde. 